# 武汉生物制品研究所
武汉生物制品研究所有限责任公司，通称武汉生物制品研究所，简称武汉生物所，是总部位于中华人民共和国湖北省武汉市江夏区的一家生物制品公司。武汉生物所拥有硕士、博士学位授予权。公司是中国生物技术股份有限公司的全资子公司。

## 历史
武汉生物所成立于1950年9月。中华人民共和国成立后不久，中南军政委员会筹划在武汉创办一家生产防疫、诊断、治疗生物制品的单位中南生物学制品厂，聘请杨永年主持筹划。厂区于1950年开工，主要建筑于1951年建成。1951年4月16日，厂名改为中南生物制品实验所。1953年，所名改为中央人民政府卫生部武汉生物制品所。1958年，又改为武汉生物制品研究所。文化大革命间，研究所曾被下放湖北省卫生厅管理。1981年，研究所重新成为中华人民共和国卫生部直属单位，所名改为卫生部武汉生物制品研究所。1989年，卫生部将北京生物制品研究所、长春生物制品研究所、兰州生物制品研究所、成都生物制品研究所、上海生物制品研究所、武汉生物制品研究所六家单位联合组建中国生物制品总公司。1990年3月，武汉生物制品研究所在武汉市江夏区完成工商注册。中国生物制品总公司于2003年8月兼并中国科学器材进出口总公司，改名中国生物技术集团公司（简称中生集团）。随后，中生集团在2009年并入国药集团，成为国药集团子公司。2011年，中生集团改制为中国生物技术股份有限公司（简称中生股份），原中生集团下属的武汉生物所等七家企业亦改制为有限责任公司。
2018年长生生物问题疫苗事件被曝光后，武汉生物制品研究所也被揭出生产不合格疫苗问题。据查，武汉生物所在2017年生产了400520支不合格的百白破联合疫苗，分别销往重庆市、河北省疾控中心。2018年5月29日，武汉市食品药品监督管理局对武汉生物所处以罚款、没收违法所得的处罚。国家市场监督管理总局在2018年10月28日通报，认为武汉市食药监局未按照法规从重处罚，处置偏轻。
武汉生物制品研究所已研制出Vero细胞新冠肺病毒灭活疫苗，並命名為「眾康可維」。2021年2月25日，中国国家药品监督管理局附条件批准该疫苗的注册申请。